# Dani Nieto
Daniel Nieto Vela – noto solo come Dani Nieto – (Calvià, 4 maggio 1991) è un calciatore spagnolo, centrocampista dell'Academia Anzoátegui.

## Caratteristiche tecniche
Ala destra, può giocare nello stesso ruolo sulla fascia opposta.